# Resolución 114 del Consejo de Seguridad de las Naciones Unidas
La resolución 114 del Consejo de Seguridad de las Naciones Unidas, aprobada por unanimidad el 4 de junio de 1956, después de recordar las resolciones 73 (1949) y 113 (1956) y de haber recibido un informe del Secretario General, el Consejo tomó nota del progreso hacia la adopción de las medidas señaladas en la resolución 113, pero que sin embargo las medidas Acuerdo de Armisticio General y varias resoluciones del Consejo no se han puesto plenamente en ejecución.
El Consejo declaró que las partes en los Acuerdos de Armisticio deberían cooperar tanto con el Secretario General como el Jefe de Estado Mayor del Organismo de las Naciones Unidas de Vigilancia de la Tregua y que los observadores de las Naciones Unidas deben gozar plenamente de libertad de movimiento. El Consejo también pidió al Jefe de Estado Mayor a reportar cualquier acción tomada por una de las partes en un Acuerdo de Armisticio que constituya una seria violación del acuerdo y al Secretario General a seguir poniendo sus buenos oficios a disposición de las partes.